# Aulagromyza hendeliana
Aulagromyza hendeliana är en tvåvingeart som beskrevs av Erich Martin Hering 1926. Aulagromyza hendeliana ingår i släktet Aulagromyza och familjen minerarflugor. Arten är reproducerande i Sverige. Inga underarter finns listade i Catalogue of Life.